# Marco Pannella
(Marco Pannella, Prefazione a A. Valcarenghi, "Underground a pugno chiuso!", 1973)
Giacinto Pannella, detto Marco (Teramo, 2 maggio 1930 – Roma, 19 maggio 2016), è stato un politico e attivista italiano, che soleva definirsi «radicale, liberale, federalista europeo, anticlericale, antiproibizionista, antimilitarista, nonviolento e gandhiano».
L'ampiezza dello spettro politico ed ideologico al quale negli anni ha fatto riferimento ha portato i suoi estimatori a vedere in lui un uomo che cercava di porsi di là dalle ideologie, mentre i suoi oppositori leggono nel suo operato una certa dose di ambiguità, accusandolo spesso di incoerenza e inaffidabilità. Ben noto anche per essere alquanto prolisso, è spesso stato travisato, anche perché le sue dichiarazioni erano difficilmente sintetizzabili in schemi comunicativi giornalistici contemporanei; esprimeva preferibilmente i suoi pensieri nelle lunghe conversazioni settimanali in onda sulle frequenze di Radio Radicale, generalmente condotte in studio dall'ex direttore Massimo Bordin e occasionalmente da Valter Vecellio.
È considerato uno dei protagonisti delle battaglie civili italiane tra la fine degli anni sessanta e gli anni ottanta, nonché di quella fase delicata che segnò la transizione tra la Prima e la Seconda Repubblica. La sua azione politica lo ha portato a essere noto, come leader politico italiano, per aver fatto costantemente ricorso a metodi tipici della lotta politica nonviolenta (come scioperi della fame, disobbedienze civili, sit-in, ecc.) resi popolari dal Mahatma Gandhi (con la denominazione Satyagraha) e dal reverendo Martin Luther King. In quest'ottica ha praticato decine di scioperi della sete e della fame, con l'intenzione di affermare la legalità o, secondo le sue parole, il "diritto alla vita e la vita del diritto".
Oltre alle cariche di deputato ed europarlamentare è stato presidente della XIII circoscrizione del comune di Roma (Ostia), consigliere comunale a Trieste, Catania, Napoli, Teramo, Roma e L'Aquila, consigliere provinciale di Teramo, consigliere regionale del Lazio e dell'Abruzzo e segretario del Partito Radicale; è stato Presidente del Senato del Partito Radicale Transnazionale e della Lista Marco Pannella, lista elettorale legata ai Radicali Italiani, ed editore dell'organo d'informazione della Lista, Radio Radicale, fondata nel 1976 dallo stesso Pannella e da altri e che svolge anche un servizio pubblico. Pannella ha anche fondato alcune storiche testate giornalistiche che non hanno mancato occasione di esprimersi in modo contrario al suo operato e fu direttore responsabile (pur non appartenendo al movimento) del quotidiano Lotta Continua per un breve periodo.
Pannella ha altresì operato attivamente nella vita politica italiana attraverso l'intensa applicazione dello strumento referendario, promuovendo, nel corso di ben tre decenni, la raccolta di quasi cinquanta milioni di firme necessarie alla promozione delle varie campagne referendarie.

## Biografia

### Formazione personale e inizio della carriera politica
(Marco Pannella, intervista a Playboy Italia, 1º gennaio 1975)
Nasce a Teramo il 2 maggio 1930 da padre italiano, Leonardo Pannella (1898-1986), un ingegnere appartenente ad una famiglia dell'agiata borghesia agraria abruzzese, e da madre svizzero-francese, Andrée Estachon (1900-1983). I genitori gli assegnano il nome Giacinto Marco Pannella; il primo nome gli viene dato in onore del prozio Giacinto Pannella, sacerdote e letterato del cattolicesimo liberale, mentre il secondo nome, che paradossalmente sarà l'unico con cui diventerà conosciuto tanto nella sfera pubblica quanto in quella privata, non viene registrato all'anagrafe per un errore burocratico. La casa natale si trova nella via oggi intitolata proprio allo zio Giacinto.
Marco è il primogenito, dopo di lui nascerà la sorella Liliana (1932-2015); cresce in un ambiente familiare bilingue italiano-francese, frequentato tanto da fascisti quanto da antifascisti, sia ebrei sia stranieri, maturando già in giovane età idee liberali e antirazziste, grazie anche alla lettura dei testi di Benedetto Croce e della cultura neoidealistica dell'epoca. Studia alle elementari col metodo Montessori. Ancora giovanissimo, studia violino col professor Righetti, antifascista, che con lui inizia a parlare di politica. Nel 1938 viene a sapere delle leggi razziali dal suo professore, che gli spiega le ragioni per le quali una sua compagna ebrea era stata costretta a fuggire dalla scuola. Per i bombardamenti a Roma, poi, è con la famiglia tra gli sfollati a Teramo, dove apprende tramite la radio della caduta del fascismo e assiste alla ritirata dell'esercito tedesco. Torna quindi a Roma nel 1944.
Si avvicina precocemente alla politica, iscrivendosi nel 1945 al PLI; intanto compie gli studi classici al Liceo classico statale Giulio Cesare di Roma. Negli anni universitari promuove una manifestazione per "Trieste italiana e liberale", e in quell'occasione chiede un incontro a Benedetto Croce a Napoli, con il quale dialoga alcune ore.
Nel 1950 diviene incaricato nazionale universitario del Partito liberale; due anni dopo è Presidente dell'UGI (Unione Goliardica Italiana, associazione goliardica delle forze laiche studentesche), divenendo poi anche presidente dell'Unione nazionale degli studenti universitari (Unuri). Durante il periodo di militanza nel Partito Liberale sostiene la causa dell'italianità di Trieste. Nel 1953 fonda la Giovane Sinistra Liberale, organizzazione politica aperta a ideologie differenti, a cui si iscrissero socialisti, socialdemocratici, repubblicani, liberali e che fu la base da cui nacque il successivo Partito Radicale.

### Fondazione del Partito Radicale
(Marco Pannella, Scritti e Discorsi 1959-1980, Gammalibri, Milano, 1982)
Nel 1953 si laurea in giurisprudenza all'Università di Urbino, dopo una discussione della tesi durata più di due ore (voto 66/110) con relatore Marino Bon Valsassina; indi fonda, dopo aver esercitato la professione di avvocato per un anno, il Partito Radicale assieme a Ernesto Rossi, Leo Valiani, Mario Pannunzio ed Eugenio Scalfari. In vista delle elezioni politiche del 1958 si decide di organizzare liste unite con i repubblicani: la coppia PR-PRI ottiene l'1,37% dei voti (e 6 seggi) alla Camera. Pannella, candidato nel collegio di Roma, ottiene solo 340 preferenze. 
Nel 1959, su Paese Sera, propone l'alleanza di tutte le sinistre e l'ipotesi di un governo che comprenda anche il PCI. Nell'articolo egli scrisse che per combattere il "regime democristiano" socialisti, radicali e repubblicani dovevano creare uno schieramento di sinistra democratica e coinvolgere perfino i comunisti e tracciare un programma di governo alternativo a quello scudocrociato. Inoltre rivolse anche una critica ai comunisti ("Cessate di proporre mirabolanti politiche che nemmeno da soli potreste attuare (...). Rivolgetevi come interlocutori ai laburisti inglesi e alla socialdemocrazia tedesca, e non agli sparuti gruppi comunisti belgi, olandesi, scandinavi, inglesi, che non rappresentano nessuna reale posizione democratica e popolare nei loro Paesi") a cui rispose Togliatti in persona.
Successivamente, i due leader politici ebbero un cordiale scambio di battute. Sempre nel 1959 rimuoverà Craxi dalla guida degli Universitari Italiani. Il seguente è un anno di difficoltà economiche: viene dal Belgio, dove ha lavorato in una fabbrica di scarpe ma non ha il permesso per rimanere. Si presenta quindi alla redazione de Il Giorno a Parigi, divenendone corrispondente. Quando il Partito Radicale entra in crisi e rischia lo scioglimento, torna a raccoglierne, assieme a pochi amici e aderenti alla corrente di "sinistra radicale", la difficile eredità e nel 1963 ne assume la segreteria.
Nel 1964 dà vita a un'alleanza tra PR e PSIUP, che durerà fino al 1966, quando Pannella si candiderà senza successo come consigliere comunale di Roma. Sempre nel 1966 fonda la LID (Lega Italiana Divorzio) che contribuirà in maniera determinante, nel 1970, a far approvare la legge Fortuna-Baslini. Intanto sviluppa un intenso dialogo con Aldo Capitini sul significato e le forme della nonviolenza, per il rinnovamento della politica, non solo in Italia. Nel 1968 è imprigionato a Sofia per aver protestato contro l'invasione sovietica della Cecoslovacchia. Nel 1972 contribuisce a ottenere, con uno sciopero della fame di 38 giorni, la legalizzazione dell'obiezione di coscienza.

### La battaglia per la legge sul divorzio

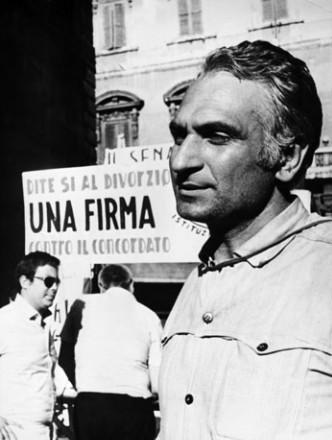
Pannella al tempo della campagna divorzista

Il 1º ottobre 1965, il deputato socialista Loris Fortuna presentò una proposta di legge volta ad introdurre, in casi limitati, lo scioglimento del matrimonio. I radicali si resero conto che era possibile trasformare quello che per lunghi anni era stato un fatto privato in un problema di carattere sociale. Infatti, sommando i seicentomila separati legali con il milione e mezzo circa di separati di fatto, e con le altre migliaia di persone coinvolte nelle separazioni, complessivamente si arrivava ad almeno un dieci/dodici per cento della popolazione italiana in un modo o nell'altro direttamente interessata. Sicché tutte queste persone avrebbero potuto rappresentare un vasto potenziale di mobilitazione politica.
Una tale situazione si presentava perciò come il terreno ideale per la sperimentazione della concezione che i radicali, guidati da Marco Pannella, avevano della politica e del partito: fare appello ai diretti interessati alle singole battaglie, individualmente, assicurando loro attraverso movimenti organizzati, o anche attraverso un vero e proprio partito, un modo per esprimersi politicamente. I radicali pensavano infatti che, nella società italiana, i costumi erano ormai, a metà degli anni sessanta, molto variati rispetto al diritto vigente.
Dopo la presentazione del progetto di legge Fortuna, i radicali suggerirono dunque di organizzare un sostegno da parte dell'opinione pubblica, unico modo per evitare l'insabbiamento della questione. A questo punto furono decisamente aiutati dal fatto che il settimanale popolare ABC appoggiò subito l'iniziativa, assicurando così una vasta eco tra il pubblico, proprio lo scopo che i radicali si proponevano. Nel gennaio del 1966 Marco Pannella e l'avvocato Mauro Mellini annunciarono la costituzione della Lega Italiana Divorzio o, più semplicemente, LID (Lega italiana per l'introduzione del divorzio). La struttura della Lega era disegnata come centro di coordinamento delle attività svolte in tutto il Paese, un organismo assai aperto e informale, la cui novità principale stava nel fatto che i componenti della direzione nazionale, pur provenienti da partiti diversi, ne facevano parte a titolo personale e non come delegati della forza politica di appartenenza.
La Lega, per riuscire nei suoi intenti, da una parte usò strumenti volti ad assicurare l'informazione sulle proprie attività e ad ampliare le adesioni, dall'altra si valse di pressioni dirette sui singoli parlamentari affinché si prodigassero per accelerare l'iter parlamentare della legge sul divorzio. Allo scopo furono pubblicati alcuni fogli, senza periodicità fissa, fino a una tiratura di centocinquantamila copie: Battaglia divorzista, organo ufficiale della Lega, Il divorzio e Notizie LID. La LID nazionale organizzò poi alcune manifestazioni di massa con i rappresentanti dei partiti laici, riuscendo a raccogliere varie migliaia di partecipanti. Nel 1970, una maggioranza parlamentare che comprendeva il PCI, il PSI e il PLI, approvò la legge sul divorzio, ricordata anche con il nome di "legge Fortuna-Baslini".
Sempre in cerca di nuove eterogenee alleanze, nel 1972 Pannella intervenne addirittura a un congresso della Federazione Anarchica Italiana. Pannella aveva già avuto contatti col mondo anarchico, partecipando a una marcia antimilitarista a Milano nel 1967, nella quale era presente anche Giuseppe Pinelli. Anche Jean-Paul Sartre si dirà "affascinato" dal personaggio politico di Pannella, così come accadrà a Eugène Ionesco.
(Jean-Paul Sartre)

### Parlamentare
(Pier Paolo Pasolini, Lettera al Congresso del Partito Radicale del 2 novembre 1975)

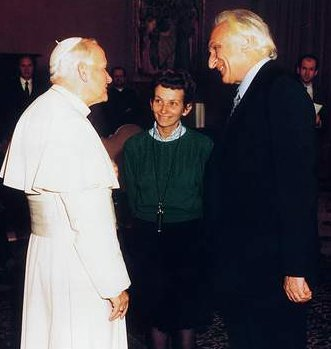
Pannella con Emma Bonino e Giovanni Paolo II, durante la campagna contro la fame nel mondo

Nel 1973 Pannella fonda e dirige il quotidiano Liberazione, che uscirà dall'8 settembre 1973 al 28 marzo 1974. Nel 1974 contribuisce al mantenimento del divorzio, con la vittoria dei NO nel referendum, tenutosi nel maggio di quell'anno (promosso da movimenti d'ispirazione cattolica). Nel 1978 viene sconfitto in quello contro il finanziamento pubblico dei partiti ma il PR, unico partito a sostenerlo con una forza elettorale del 2%, riesce a ottenere il 40% di SI, contro tutti gli altri partiti coalizzati per il NO all'abolizione del finanziamento pubblico.
A partire da questo periodo Pannella sviluppa la riflessione sulla depenalizzazione dell'uso delle droghe. Nel 1975 si fa arrestare per aver fumato uno spinello come uno dei primi atti di disobbedienza civile antiproibizionista e, da allora, chiede la legalizzazione delle droghe, sostenendo il paragone tra il proibizionismo sull'alcool degli anni venti negli Stati Uniti, alimento economico della criminalità mafiosa (erano i tempi di Al Capone), e il proibizionismo sulle droghe, fiorente business per tutte le mafie mondiali.
Nel 1976 è entrato in Parlamento. In questi anni sostiene una linea di forte opposizione all'amplissima maggioranza parlamentare incentrata sull'accordo tra DC e PCI, che definisce polemicamente "ammucchiata", o "monopartitismo imperfetto". A questo periodo risale anche la nascita, e la successiva diffusione sull'intero territorio nazionale, di Radio Radicale, organo ufficiale d'informazione del partito.

Pannella con Enzo Tortora

#### Contro la legislazione d'emergenza
Il 12 maggio 1977 viene uccisa a Roma Giorgiana Masi, studentessa che partecipava a un sit in indetto dal Partito Radicale e dalla sinistra extraparlamentare per la raccolta di firme su alcuni referendum. La manifestazione costituiva anche una reazione alla decisione del Ministro dell'Interno Francesco Cossiga di vietare nel Lazio, quale misura preventiva contro il terrorismo, tutte le manifestazioni politiche, eccettuate quelle indette dai partiti dell'arco costituzionale; forte era inoltre la presa di posizione di Pannella contro la legislazione emergenziale. Malgrado Cossiga gli avesse chiesto di non effettuare il sit in, motivando la sua richiesta con l'alto rischio di scontri con la polizia, Pannella rimase fermo nella sua decisione; nella manifestazione, molti attivisti del partito furono effettivamente coinvolti negli scontri a fuoco tra poliziotti e militanti della sinistra extraparlamentare, nel corso dei quali una pallottola colpì a morte la Masi. Sebbene l'autore dell'omicidio sia rimasto ignoto, Pannella e i radicali sostennero a più riprese la tesi di una responsabilità morale di Cossiga, chiedendo anche l'istituzione di una commissione parlamentare d'inchiesta sull'accaduto. Dal canto suo, Cossiga ha sempre respinto la tesi di una sua responsabilità morale, attribuendola invece allo stesso Pannella, avendo questi deciso di effettuare il sit-in pur avvertito dell'altissima probabilità di scontri armati e del conseguente rischio per i militanti radicali. Nonostante il pesante scontro politico, Pannella ha sempre avuto un rapporto personale abbastanza cordiale con Cossiga stesso.
Nei giorni del sequestro di Aldo Moro da parte delle Brigate Rosse si oppone alla linea della fermezza, sostenendo la strada della trattativa e si dichiara convinto dell'autenticità - come poi risulterà - delle lettere di Moro dalla prigionia. Il 1978 è caratterizzato anche dall'approvazione della legge sull'interruzione volontaria della gravidanza, che abolisce il reato di aborto (limitandolo alle violazioni della nuova legge) e prevede la possibilità per le gestanti di effettuare l'aborto nelle strutture ospedaliere pubbliche.

#### Le critiche all'attentato di via Rasella
Nel 1979, quando l'Italia era ancora sconvolta dal caso Moro, Pannella sollevò un'aspra polemica allorché, durante un congresso radicale, invitò a una riflessione sull'influenza di alcune azioni partigiane, in particolare l'attentato di via Rasella del 23 marzo 1944 ad opera dei GAP del PCI, sulle Brigate Rosse e gli altri gruppi armati di sinistra attivi in quegli anni. Inoltre, espresse pietà per i militari altoatesini del Polizeiregiment "Bozen" uccisi nell'attentato. La rivista L'Espresso definì quello di Pannella «il più clamoroso atto di rottura con la tradizione che il leader di un partito di matrice antifascista abbia mai compiuto».
La polemica che ne derivò con il PCI, con cui esistevano anche altri motivi di contrasto, vide il ricorso ad azioni penali da entrambe le parti: Antonello Trombadori e Giorgio Amendola denunciarono per vilipendio delle forze armate della liberazione Pannella, il quale querelò i due dirigenti comunisti per calunnia. Dalla polemica scaturì anche un dibattito sulla rivista Quaderni Radicali, a cui partecipò tra gli altri il filosofo Norberto Bobbio, il quale espresse tesi in sintonia con quelle del leader radicale.
Secondo una dichiarazione di Pannella del 1997, il procedimento penale per vilipendio si concluse con l'archiviazione.

#### Teleroma 56
Importante è stato il contributo dato da Marco Pannella e dal Partito Radicale alla crescita e al consolidamento di Teleroma 56 (fine anni settanta inizio anni '80), una delle prime televisioni private italiane pensata e ideata dal Prof. Bruno Zevi e dal Prof. Guglielmo Arcieri. Punto di forza era l'informazione, le inchieste e la politica che era l'ossatura portante dei palinsesti della televisione. Negli anni d'oro delle storiche battaglie del Partito Radicale, sono indimenticabili le lunghe dirette di Marco Pannella, che si imbavagliava, urlava, incitava, discuteva con i telespettatori al telefono, oppure si mostrava emaciato e stremato anche durante i frequenti scioperi della fame o della sete; al suo fianco c'erano Giovanni Negri e un giovane Francesco Rutelli. Nel 1980, per segnalare i provvedimenti di censura che proibivano persino il possesso di un poster del film, Teleroma 56 mandò in onda una copia arrivata dalla Francia del film Ultimo tango a Parigi di Bernardo Bertolucci. L'emittente si impegnò anche a fianco di Enzo Tortora nella sua tragica vicenda giudiziaria. Direttore del telegiornale fu per molti anni Carlo Romeo e fin dagli esordi, la regia di tutta la programmazione dell'emittente, fu curata da Luigi Del Mastro.

#### La legge sull'aborto e la campagna contro la fame nel mondo

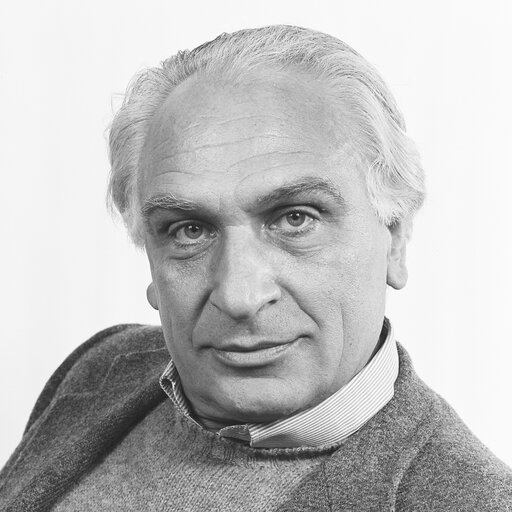
Ritratto di Marco Pannella al Parlamento Europeo

Marco Pannella e il gruppo parlamentare radicale alla Camera si erano impegnati - senza peraltro riuscirvi - per ottenere una totale liberalizzazione dell'aborto, attraverso la presentazione di molti emendamenti in tal senso, dato che la legge limitava l'aborto, almeno in teoria, a quando vi siano pericoli per la salute psicofisica della madre. La proposta di legge nella sua veste finale vede il gruppo radicale su una posizione di rigetto, anche se tale battaglia verrà considerata comunque un successo del movimento. Sempre nel 1978, al culmine di una violenta campagna scandalistica che durava da alcuni anni, il Presidente della Repubblica in carica Giovanni Leone fu costretto alle dimissioni. Pannella fu uno tra i principali artefici di questa campagna, rivelatasi poi gravemente diffamatoria. In occasione del novantesimo compleanno di Leone, festeggiato al Senato nel 1998, Marco Pannella volle incontrarlo personalmente per consegnargli una lettera di scuse per le diffamazioni di quegli anni.
Dal 1979 è europarlamentare. La prima metà degli anni ottanta lo vede impegnato sul fronte della lotta alla fame nel mondo e in particolare nell'Africa, battaglia nella quale trova come alleato il segretario (poi presidente) della DC Flaminio Piccoli: la campagna porterà all'approvazione della cosiddetta legge Piccoli del 1985 che prevede lo stanziamento di circa due miliardi per la fame.
Per gestire tale somma Pannella offre la sua disponibilità a fare da Sottosegretario agli Esteri dell'allora Ministro Giulio Andreotti, ma alla fine gli verrà preferito il socialista Francesco Forte. Nel maggio del 1981 si svolgono i referendum abrogativi della legge n. 194 del 1978 sull'aborto. Il Movimento per la Vita promuove due referendum abrogativi della legge, definiti l'uno massimale (tendente ad abrogare l'intera legge, non ammesso dalla Corte costituzionale) e l'altro minimale (tendente a consentire l'aborto solo in caso di pericolo di vita per la gestante). Marco Pannella e i radicali, che rifiutano la formulazione della legge, presentano all'opposto un quesito referendario volto a eliminare ogni restrizione all'accesso all'interruzione della gravidanza per portare a un regime di integrale liberalizzazione, in particolare consentendo di praticare aborti al di fuori delle strutture sanitarie pubbliche o convenzionate con il Servizio Sanitario Nazionale. Entrambi i quesiti vengono respinti a larga maggioranza e la legge viene pertanto confermata nella sua struttura originaria.

Pannella con Leonardo Sciascia

Il 9 settembre 1981 per protestare contro la supposta violazione del diritto d'informazione, s'introduce nello studio RAI dove era in corso il Tg2 (mentre i suoi compagni Roberto Cicciomessere e Marcello Crivellini cercavano di interrompere il Tg1), imbavagliato e con indosso un cartello-sandwich che espone i motivi della protesta. Poi, tolto il bavaglio, comincia a ripetere le frasi "ladri di notizie" e "furto di informazione" mentre l'impassibile conduttrice Piera Rolandi continua per alcuni secondi a leggere le notizie del telegiornale finché questo viene interrotto.

#### La campagna per la giustizia e il Partito Radicale Transnazionale

Pannella durante un discorso alla Camera dei deputati negli anni '80.

Ha organizzato, con altre forze politiche, i referendum anti-caccia e anti-nucleari. Nel 1985 ha contribuito alla nascita delle Liste Verdi, mettendo gratuitamente a disposizione del movimento ambientalista il simbolo elettorale del Sole che ride e appoggiando la causa Carlo Sabattini. Verso la fine degli anni ottanta è stato il promotore della trasformazione del Partito Radicale in partito "transnazionale" e "transpartito", partito che da allora in poi concentrerà la sua azione politica verso gli obiettivi dell'abolizione - cominciando dalla moratoria - della pena di morte in tutto il mondo (obiettivo poi passato a Nessuno tocchi Caino), dell'affermazione universale di alcuni diritti umani e della democrazia, dell'istituzione di un tribunale internazionale, in ambito ONU, in grado di sanzionare i crimini di guerra e i crimini contro l'umanità.
Dal 1986 chiede leggi elettorali maggioritarie e uninominali. Ha sostenuto l'elezione, effettivamente conseguita, dei deputati Leonardo Sciascia, Toni Negri (campagna per la giustizia sul cosiddetto processo "7 aprile"), Enzo Tortora (campagna per la "giustizia giusta"), Ilona Staller, pornostar iscritta al PR (candidata in ossequio allo statuto del partito, che prevede una scelta di candidati non imposta dalla segreteria ma votata dagli iscritti), e il cantautore Domenico Modugno. Nell'elezione successiva la Staller fondò, con altre pornostar, tra cui Moana Pozzi, e sotto l'iniziale supervisione del regista Riccardo Schicchi, il Partito dell'Amore, che non ottenne deputati.

#### L'auto-finanziamento del PR
Pannella accetta poi l'iscrizione al Partito Radicale degli ergastolani Vincenzo Andraous e Giuseppe Piromalli, già condannati per fatti di camorra. Il gesto accompagna la campagna di protesta contro l'applicazione del regime di carcere duro ai detenuti ritenuti pericolosi, come i mafiosi o i terroristi (articolo 41-bis dell'ordinamento penitenziario). Successivamente, anche il blocco dirigente dell'organizzazione terroristica di sinistra Prima Linea si iscrive dal carcere abbracciando la nonviolenza del partito, tra di essi Sergio D'Elia; i radicali accoglieranno anche, come dipendenti, in un programma di recupero dei detenuti, anche gli ex terroristi neri Giuseppe Valerio Fioravanti e Francesca Mambro, ritenuti da essi (e da molti altri) innocenti della strage di Bologna a loro addebitata. Queste iscrizioni fecero parte anche della campagna di autofinanziamento radicale. Sempre nel 1987, in vista di una convergenza delle sinistre, Pannella s'iscrisse, mantenendo la doppia tessera, al Partito Socialista Italiano.

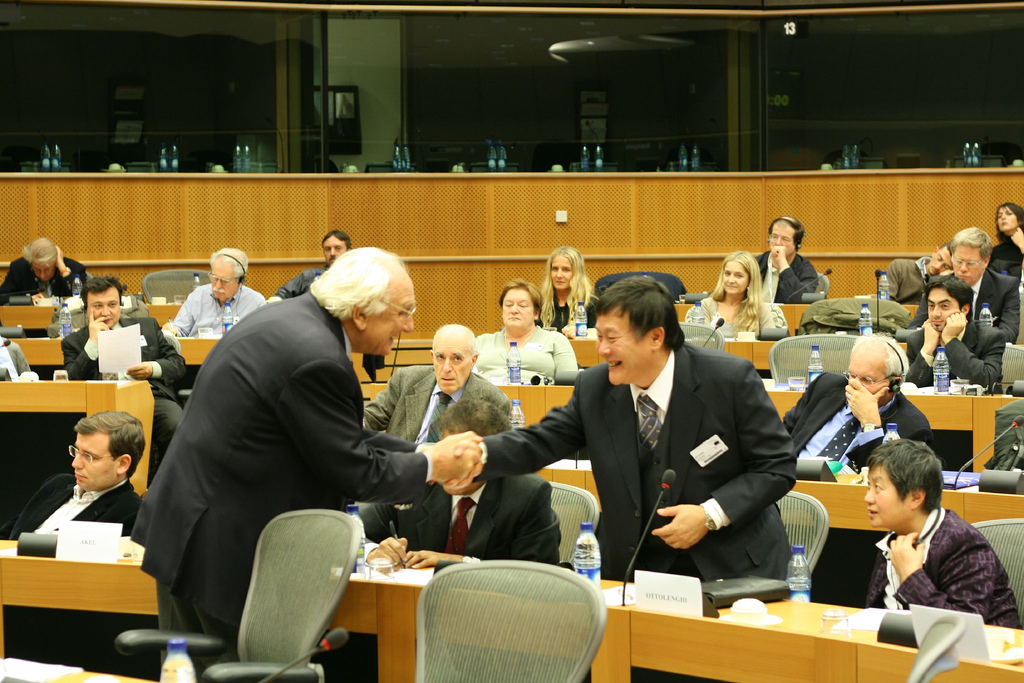
Pannella con Wei Jingsheng nel 2006

#### Presidente della Circoscrizione di Roma-Ostia e il referendum Segni
Nel 1992 Pannella viene eletto, dall'Assemblea di Circoscrizione di Roma XIII - e lo rimarrà per circa cento giorni, fino alle dimissioni volontarie nel 1993 -, Presidente della Circoscrizione di Ostia, quartiere romano di 250 000 abitanti, incarico in cui si distingue per la lotta alla corruzione e all'abusivismo edilizio.
Sempre nel periodo 1992-1993 ha promosso e vinto, insieme con il parlamentare democristiano Mario Segni e con altri rappresentanti politici, il referendum sulla Legge elettorale. Tale successo politico ha determinato il passaggio dal sistema elettorale proporzionale puro a un sistema elettorale ibrido, per tre quarti maggioritario uninominale, per la parte restante ancora proporzionale. In quegli stessi anni, ulteriore significativa vittoria è stata ottenuta da Pannella con l'amplissima prevalenza dei sì nel referendum, sempre promosso dal movimento Radicale, per l'abolizione del finanziamento pubblico dei partiti (lo stesso quesito referendario era stato sottoposto come già detto al voto degli elettori nel 1978), ma tale finanziamento è stato sostanzialmente reintrodotto pochi anni dopo dalla grande maggioranza delle forze politiche.

Pannella alla Manifestazione del Partito Radicale con Ilona Staller

Lo stesso anno riesce a ottenere, sempre per via referendaria, la completa depenalizzazione dell'uso personale delle droghe leggere, che resterà tale fino all'introduzione delle sanzioni amministrative e penali della legge Fini-Giovanardi (2005), contestatissima dai radicali, ma che sarà nuovamente abolita, per vizio di forma nell'iter parlamentare della conversione del decreto-legge, dalla Corte costituzionale nel 2014.

#### Gli anni della seconda repubblica
Alle elezioni politiche del 1994 Pannella e i radicali, dopo aver tentato inutilmente di prolungare l'esistenza del governo Ciampi e l'XI legislatura, prospettano un'alleanza politica con Silvio Berlusconi nei collegi del Centro-Nord. La lista Pannella, tuttavia, non riesce a superare il 4% e Marco Pannella non viene rieletto in Parlamento. Dopo la vittoria di Berlusconi, Pannella chiede di diventare ministro degli esteri del nuovo governo, non ottiene la carica ma riesce a far nominare Emma Bonino commissario europeo. Alle elezioni regionali del 1995 Pannella è candidato presidente della Lombardia e della Puglia ottenendo rispettivamente il 2,85% e l'1,3%. Nel 1996 Pannella si ripresenta alle elezioni politiche anticipate con la lista Sgarbi-Pannella, nuovamente alleato del polo della libertà, anche se rompe subito con Berlusconi e, anche questa volta, la sua lista non riesce a superare il 4%.
Da allora il movimento radicale ha rotto ogni alleanza con il centro-destra a livello nazionale. Nel gennaio del 2007, riguardo a questa esperienza, Marco Pannella ha avuto uno scontro con Vittorio Sgarbi, durante una puntata della trasmissione Buona Domenica. Nel corso della lite, i due si sono reciprocamente accusati di aver preso soldi da Berlusconi, in riferimento alla loro vecchia comune alleanza col "Cavaliere", nel 1996.

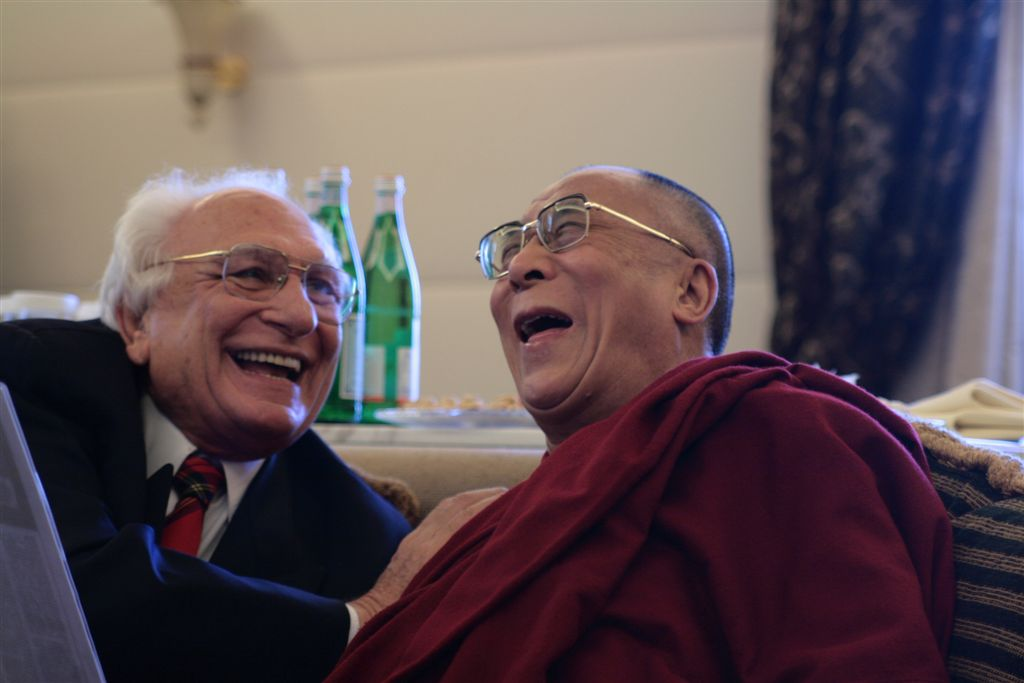
Pannella con il Dalai Lama

Con Emma Bonino, e principalmente attraverso l'associazione Non c'è pace senza giustizia, ha promosso fortemente l'istituzione del Tribunale penale internazionale per l'ex-Jugoslavia e l'arresto del criminale di guerra serbo Slobodan Milošević, nonché l'istituzione della Corte penale internazionale. Il 25 ottobre 1997 Pannella, al termine di un comizio a Roma, distribuisce a scopo dimostrativo alcune bustine di hashish ai partecipanti per promuovere la campagna per la liberalizzazione delle cosiddette "droghe leggere". Pannella viene arrestato e condotto agli arresti domiciliari per breve tempo.
Storica la sua amicizia con il Dalai Lama e importante anche la lotta per il rispetto dei diritti umani fondamentali di popoli e gruppi oppressi, come per esempio i Montagnard, il Governo tibetano in esilio, gli aderenti alla Falun Dafa. Il più grande successo politico alle soglie del millennio è legato, correlativamente alla campagna per l'elezione a presidente della Repubblica di Emma Bonino, "Emma for president", alle Elezioni europee del 1999, dove i radicali, sostenuti da un forte battage pubblicitario sulle reti generaliste (ciò era permesso in quanto la cosiddetta legge sulla par-condicio risale al 2000, governo D'Alema II), raggiunsero quasi il 9%, massimo storico per il movimento, solitamente rimasto sempre intorno all'1%, che fu per breve tempo la quarta forza politica italiana (dopo Forza Italia, Democratici di Sinistra e Alleanza Nazionale, quest'ultima in lista unica con il Patto Segni).

### Il nuovo millennio

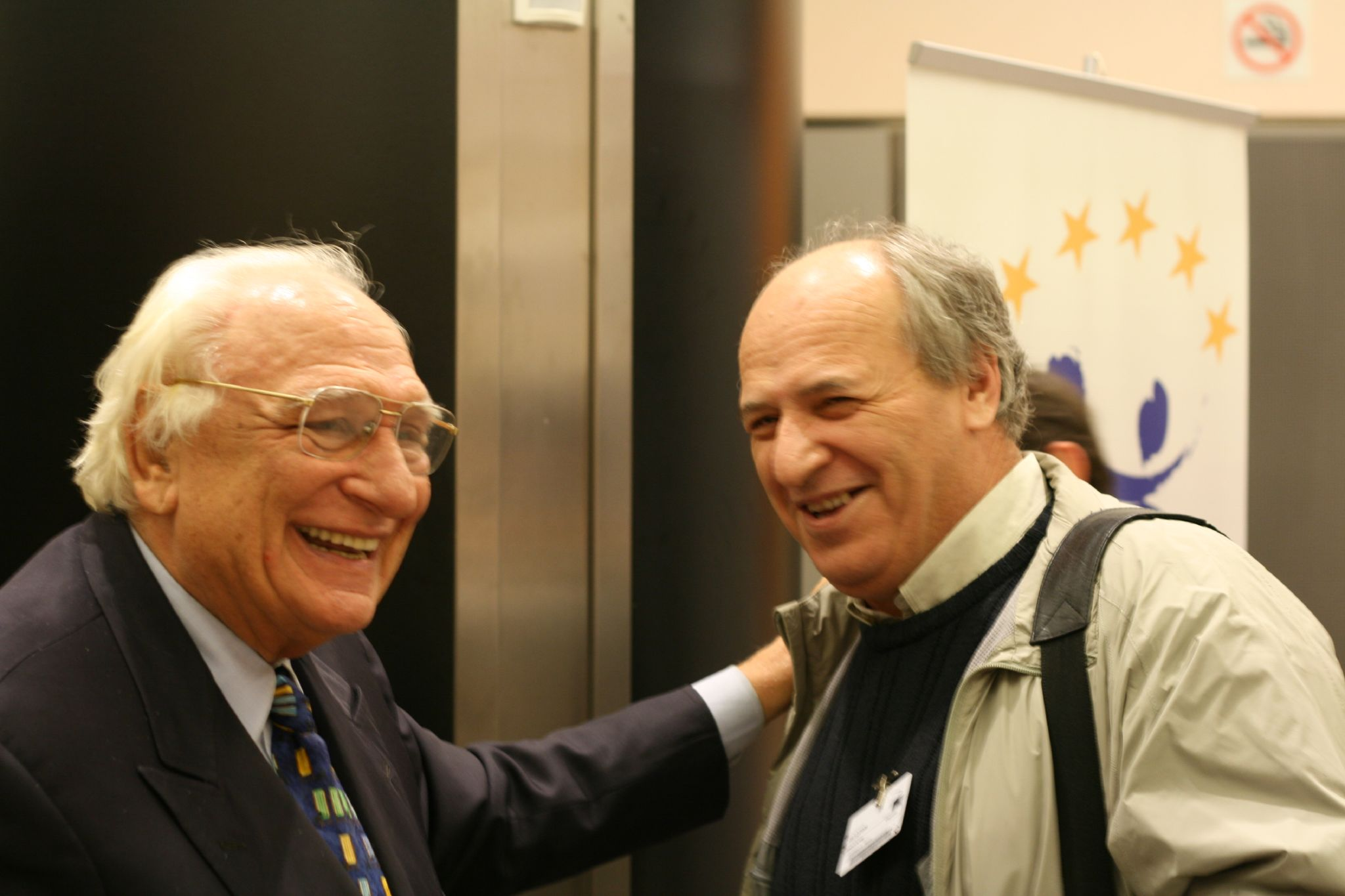
Pannella con l'ex ministro della Sanità ceceno Khanbiev

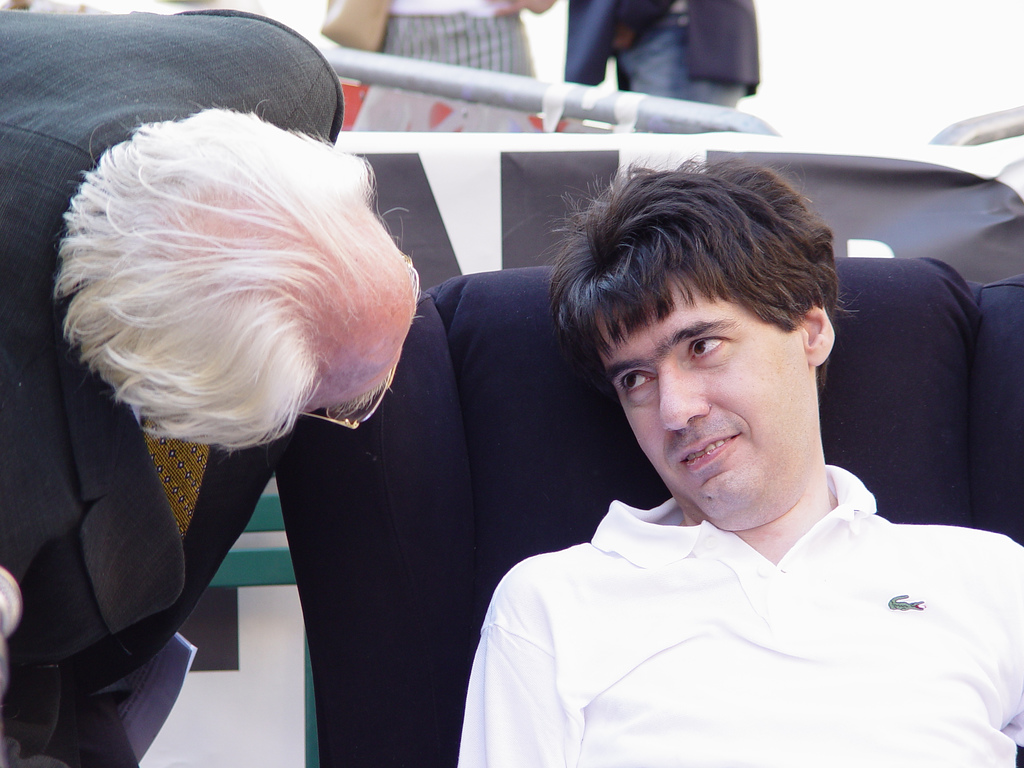
Pannella con Luca Coscioni, durante la campagna referendaria sulla procreazione assistita e la libertà di ricerca scientifica (2005)

#### Dissidi con ilmovimento pacifista
Le posizioni interventiste assunte in numerose occasioni, soprattutto in riferimento alla guerra del Kosovo (1999) e a quella in Afghanistan (2001), hanno fortemente incrinato il rapporto con il mondo nonviolento e pacifista, che ne ha spesso criticato la presunta deriva militarista. Il gruppo "amici di Aldo Capitini" gli chiese pubblicamente nel 2004 di non appropriarsi più dell'immagine del Mahatma Gandhi e di quella di Capitini. Marco Pannella risponde che lui non si definisce "pacifista a oltranza", ma nonviolento, in quanto utilizza questi metodi per portare avanti le sue battaglie politiche (Pannella ha sempre criticato il pacifismo ideologico tout court, ritenendolo pericoloso). Marco Pannella ha sempre rivendicato che il padre della nonviolenza, il Mahatma Gandhi, sosteneva che il nonviolento si batte a oltranza per evitare la guerra, ma nel momento in cui la guerra scoppia, "ha il dovere di schierarsi" per difendere la parte offesa, in quel caso i kosovari massacrati dalle milizie di Slobodan Milošević, l'unico intervento militare caldeggiato da Pannella (in realtà approvato solo dopo che era già stato deciso), mentre negli altri casi si limitò a manifestare la contrarietà al ritiro delle truppe, ormai già inviate da tempo (per il rischio di fomentare ulteriore caos). Nonostante il dissenso sul Kosovo, Pannella al momento della scomparsa verrà ricordato e commemorato anche dal Movimento Nonviolento e definito "un maestro".

#### IRadicali Italiani, il referendum sulla procreazione assistita e l'Associazione Coscioni
Nel 2001 viene fondato il movimento politico Radicali Italiani, sezione italiana del Partito Radicale Transnazionale, mentre nel 2002 Pannella promuove, con altri esponenti del partito, tra cui l'ex docente universitario Luca Coscioni, colpito da sclerosi laterale amiotrofica, l'Associazione Luca Coscioni per la libertà di ricerca scientifica, che si batterà per la libertà di cura e i diritti dei malati e, con Piergiorgio Welby, per il diritto al rifiuto dell'accanimento terapeutico e all'eutanasia nel 2006.

#### Proposta contro la guerra in Iraq
Nel 2003, per evitare la guerra in Iraq, propose che l'Italia si facesse portavoce con gli Stati Uniti di un piano che prevedesse un'offerta d'esilio e salvacondotto per Saddam Hussein, in alternativa a ciò che si verificò puntualmente: l'invasione dell'Iraq, la condanna a morte di Saddam e la guerra civile interna.

#### Unione Europea e moratoria contro la pena di morte.
Diviene deputato al Parlamento europeo, per la "Lista Bonino" dei Radicali italiani, subentrato nel 2004 in seguito alla rinuncia di Emma Bonino che ha accettato l'incarico in un'altra circoscrizione. Pannella ha ricevuto, in tutta Italia, circa 66 000 preferenze. Si iscrive al gruppo parlamentare dell'ALDE. Nel parlamento europeo diviene membro della Commissione per gli Affari esteri; della Commissione per il controllo dei bilanci; della Commissione per l'ambiente, la sanità pubblica e la sicurezza alimentare; della Commissione per le libertà civili, la giustizia e gli affari interni; della Delegazione per le relazioni con Israele; della Delegazione per le relazioni con i paesi del Sud-Est asiatico e l'Associazione delle nazioni del Sud-Est asiatico (ASEAN).

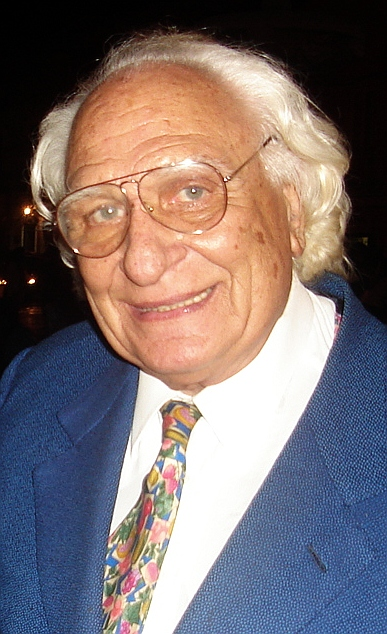
Marco Pannella

Simbolo della lista Marco Pannella per il Partito Democratico (1994), riproposto nel 2007 (campagna per Pannella segretario del PD)

Sempre negli ultimi anni sostiene la campagna contro la pena di morte, insieme con l'associazione Nessuno tocchi Caino, culminata nell'ottenimento, da parte dell'Assemblea generale delle Nazioni Unite, della risoluzione di moratoria universale della pena di morte, uno storico obiettivo dei radicali. L'iniziativa per la moratoria, da lui più volte contrapposta all'abolizionismo immediato della pena di morte a suo parere revocabile dagli stati non democratici e comunque secondo lui non realisticamente conseguibile a breve termine ha portato alla richiesta di moratoria, presentata dal governo italiano all'ONU, tramite la rappresentanza all'ONU e le decisioni del Ministro degli Esteri Massimo D'Alema, ratificata dall'Assemblea Generale il 18 dicembre 2007.

#### La Rosa nel Pugno
Dopo le alleanze elettorali con il centrodestra nel 1994 e nel 1996, e dopo aver collocato il movimento radicale fuori dai poli nel 2001, alle elezioni politiche del 2006 passa al centrosinistra. È coautore della convergenza politica ed elettorale dei Radicali Italiani con i Socialisti Democratici Italiani di Enrico Boselli che, insieme, danno vita alla Rosa nel Pugno e a una piattaforma politica che viene sintetizzata dallo slogan, proposto da Pannella, "Blair, Fortuna, Zapatero". La lista, nonostante i migliori auspici, raggiunge il 2,6%, un risultato inferiore ai precedenti risultati elettorali dei due partiti.
Alle elezioni 2006 è candidato in tale lista al Senato ma, poiché la Legge elettorale prevede lo sbarramento regionale al 3%, la Rosa nel Pugno non riesce a eleggere nemmeno un senatore e lo stesso Pannella non entra in Parlamento.
Fa ricorso al Senato per l'attribuzione di otto seggi: quattro di essi, secondo i ricorrenti, sarebbero spettati alla Rosa nel Pugno; tra di essi, uno avrebbe dovuto essere assegnato a Pannella. Il ricorso non viene accolto. Pannella protesta rumorosamente dalle tribune del pubblico di Palazzo Madama durante la prima seduta della XV legislatura, venendo espulso dal Presidente pro tempore del Senato Oscar Luigi Scalfaro.

#### Le nuove campagne
Ha poi lanciato, nel solco delle sue precedenti iniziative internazionali come quella per la fame nel mondo, un'iniziativa per un Grande Satyagraha per la Pace, una proposta di accoglimento di Israele nell'Unione europea, campagne ormai abituali come il sostegno al Tibet (ha spesso incontrato il Dalai Lama Tenzin Gyatso). Il 21 luglio 2007 ha annunciato di essere disposto a candidarsi alla segreteria del Partito Democratico. La sua candidatura è stata tuttavia respinta in quanto il partito radicale e/o la Rosa nel Pugno non risultano essere confluiti all'interno del nascente Partito, ma si pongono piuttosto come alternativa a esso. Come nel caso analogo che ha coinvolto Antonio Di Pietro, il comitato elettorale del costituendo Partito Democratico pose come presupposto per l'accettazione della candidatura l'entrata del partito di appartenenza nel PD.

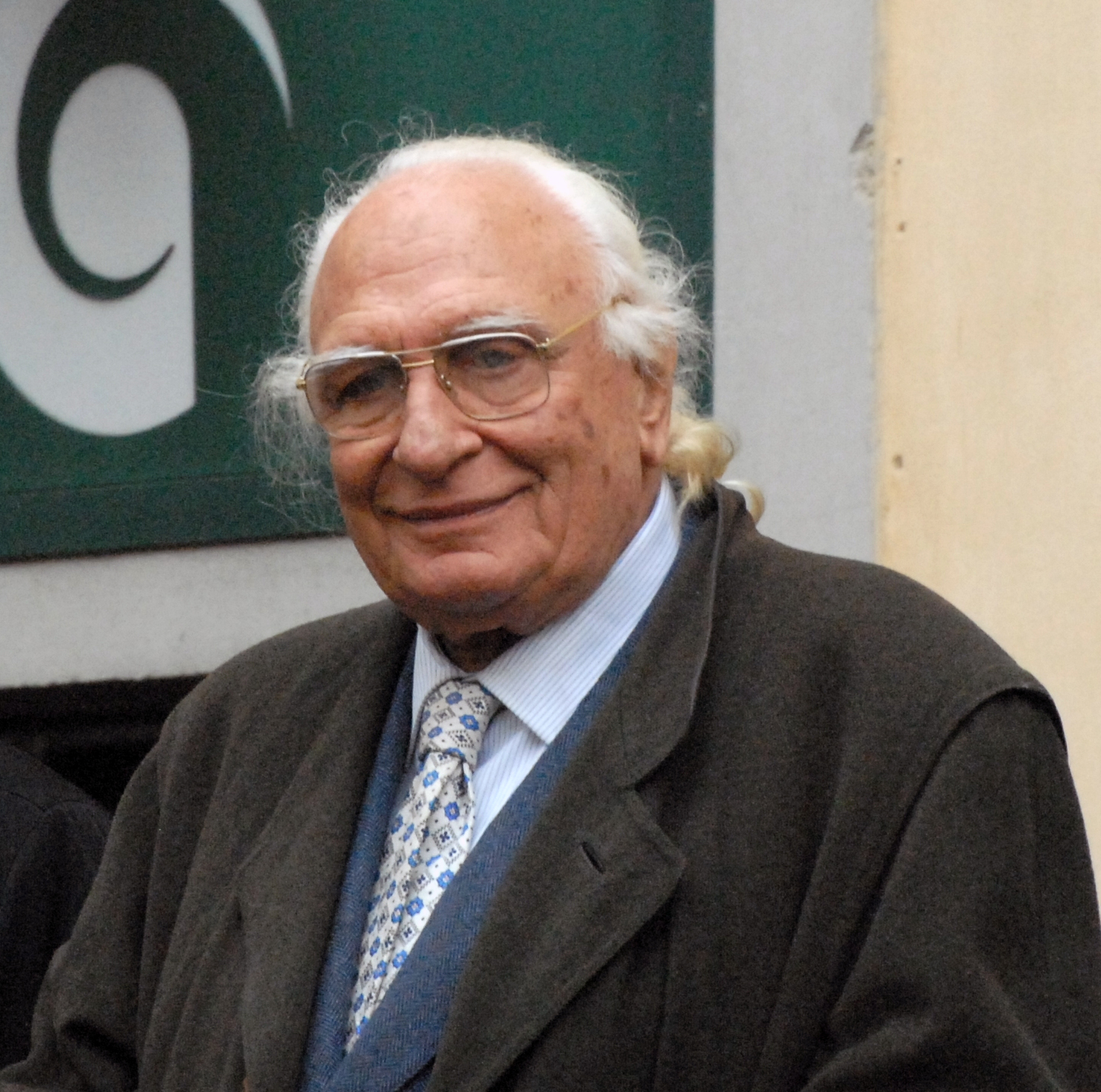
Pannella nel 2010

Successivamente il PD si è detto contrario anche a candidarlo nelle proprie liste alle elezioni politiche del 2008, dopo che Pannella si era detto disponibile a un'alleanza del gruppo dei Radicali con i democratici, visto il regolamento interno che vieterebbe di superare un certo numero di legislature; Pannella invece sostiene che su di lui ci sia un "veto politico". Ciò nonostante, nove candidati radicali sono stati comunque eletti nelle liste democratiche.
Alla fine di marzo del 2007 la Kaos Edizioni ha pubblicato A sinistra del PCI, volume che raccoglie gli interventi parlamentari più importanti del leader radicale tra il 1976 e il 1979. Nel novembre dello stesso anno è seguita la pubblicazione di Contro i crimini di regime, volume sempre edito dalla Kaos, che raccoglie gli interventi pronunciati fra il 1980 e il 1986. Entrambi i volumi sono a cura di Lanfranco Palazzolo, giornalista di Radio Radicale.
Nel novembre 2010 ha ricoperto il ruolo di insegnante nel corso di storia politica L'Italia secondo Marco, svoltosi alla Domus Talenti di Roma. Il corso aveva una durata di due mesi.
Tra i moltissimi scioperi della fame e della sete tenuti da Pannella in segno di protesta, il più lungo è quello che va dal 20 aprile al 19 luglio 2011, condotto al fine di proporre un'amnistia contro le condizioni dei detenuti nelle carceri italiane. Il leader radicale, all'epoca ottantunenne, ingerì solamente liquidi per circa tre mesi.

#### Amnistia, Giustizia e Libertà
(Marco Pannella, sul sito Il detenuto ignoto)
Pannella viene candidato come capolista alle Elezioni politiche in Italia del 2013, ma non viene eletto al Parlamento.
La lista ripropone, già nel simbolo, la storica battaglia per il miglioramento delle condizioni - giudicate "illegali" e "criminali" dalla Corte Europea dei Diritti dell'Uomo - delle carceri italiane.

### Problemi di salute e morte
Pannella è stato più volte ricoverato in ospedale, spesso a seguito di conseguenze dei lunghi scioperi della fame e/o della sete oppure di problemi sanitari dovuti alla sua forte propensione al fumo. Nel 1998 subì un'operazione al cuore per l'impianto di quattro bypass.

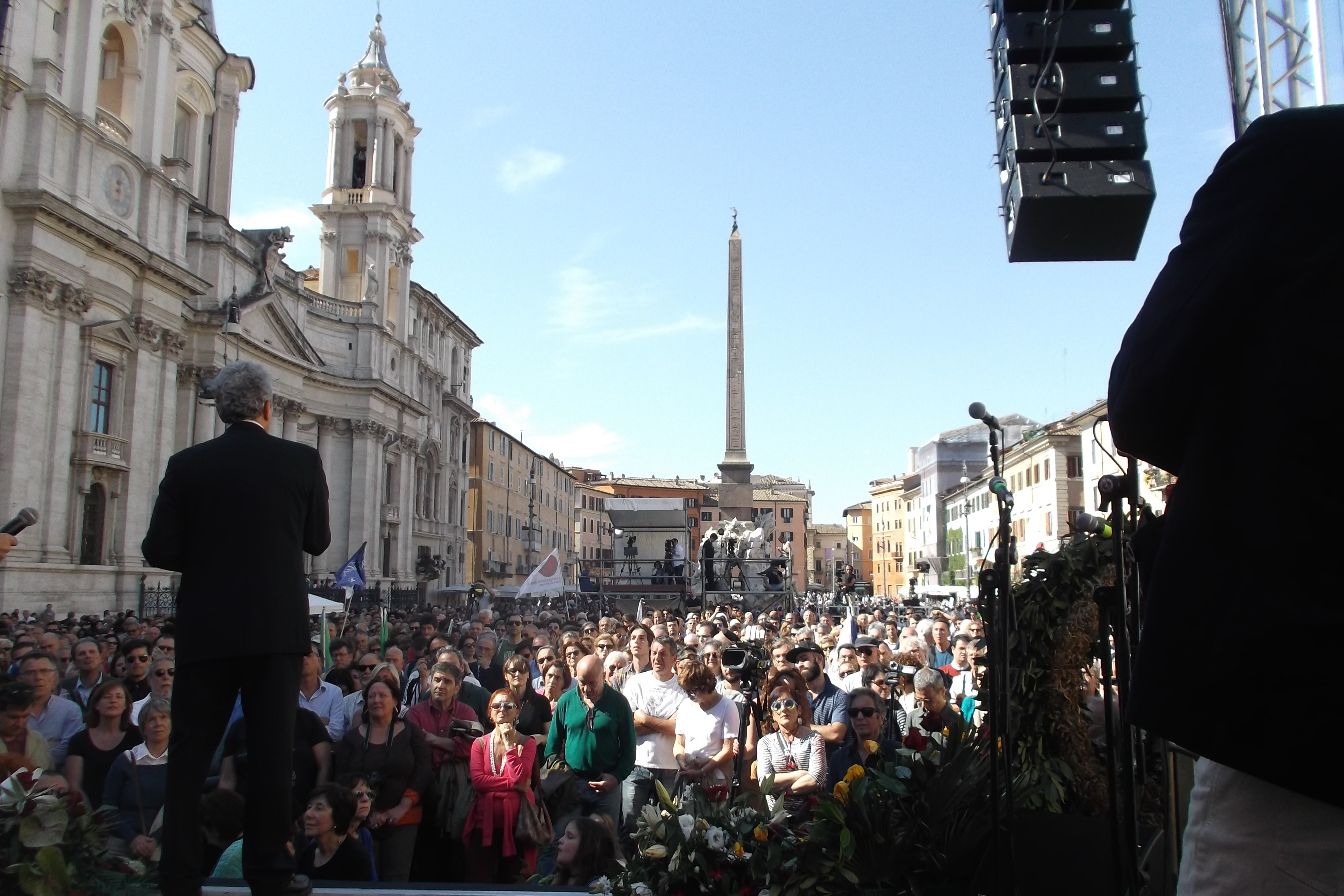
Francesco Rutelli (di spalle) al funerale civile, Roma, 21 maggio 2016

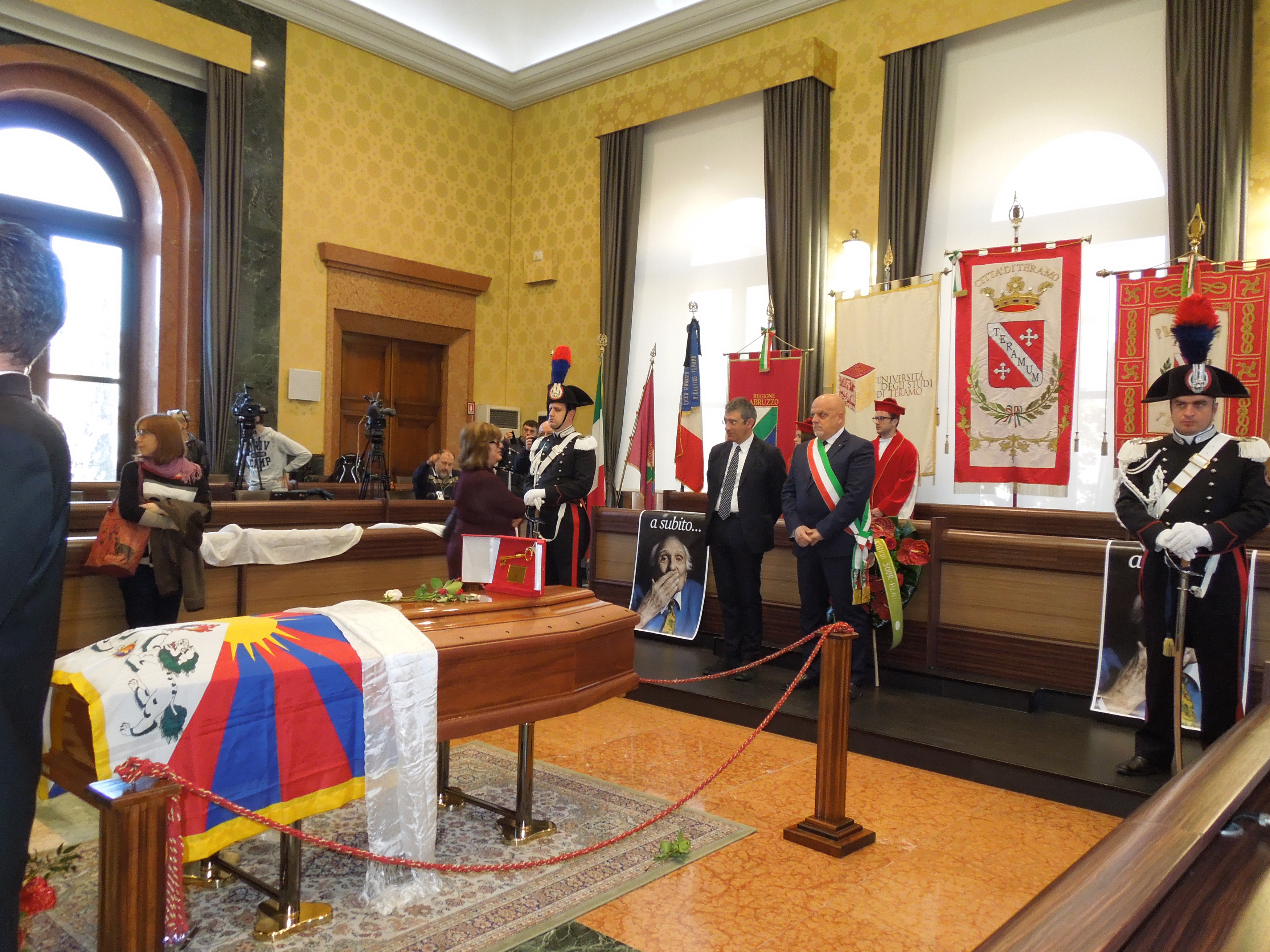
Camera ardente per il feretro allestita presso il Municipio di Teramo il 22 maggio 2016

Nella notte tra il 21 e il 22 aprile 2014 viene ricoverato al policlinico Gemelli di Roma per un malore, dovuto a un aneurisma dell'aorta addominale, con rottura della arteria iliaca sinistra; viene successivamente operato per una ri-protesizzazione aortica, già operata in precedenza, e per l'impianto di un bypass femoro-femorale, e posto in terapia intensiva.
Pochi giorni dopo gli interventi chirurgici ha dichiarato di voler ricominciare lo sciopero della sete per le carceri, che poi ha temporaneamente interrotto dopo una telefonata con papa Francesco. Pannella ha affermato di essere divenuto amico del pontefice argentino e di ammirarlo per aver inserito il reato di tortura nell'ordinamento vaticano, per il tentativo di arginare la pedofilia ecclesiastica e altro.
Nell'estate seguente continua la sua protesta, nonostante un tumore polmonare con metastasi epatiche, per il quale ha dovuto subire operazioni e radioterapia.
Pannella muore poco prima delle 14:00 del 19 maggio 2016, all'età di 86 anni, presso la clinica Nostra Signora della Mercede a Roma, dove era ricoverato dal giorno prima per il peggiorare delle condizioni di salute. Radio Radicale ha annunciato la sua morte con il Requiem di Mozart.
La camera ardente è stata allestita nella sala Aldo Moro della Camera dei deputati il 20 maggio. Hanno fatto visita al feretro tutte le più alte cariche dello Stato. Il giorno successivo si sono tenute le esequie civili in piazza Navona. Il Dalai Lama ha inviato un messaggio di cordoglio e sulla bara è stata posta la bandiera del Tibet. Conclusa la cerimonia della commemorazione laica in Roma il feretro è stato condotto a Teramo, sua città natale, dove è giunto all'una di notte. Ad attenderlo vi erano i suoi concittadini e le autorità locali che l'hanno accompagnato nella Sala consiliare del Palazzo municipale dove era stata allestita la camera ardente. Nel pomeriggio ha raggiunto il cimitero urbano di Cartecchio, dove è avvenuta la tumulazione delle spoglie in un loculo accanto ai suoi familiari. Sulla bara sono stati posti un khata tibetano (sciarpa cerimoniale del buddhismo tibetano), la bandiera del Tibet e un pacchetto di toscanelli.
Sulla stampa nazionale e internazionale Pannella è stato ricordato principalmente come un «eroe dei diritti civili e delle libertà».

## Vita privata
Ha vissuto per molti anni a Roma, in via della Panetteria. La sua compagna è stata, dal 1974, la ginecologa Mirella Parachini, poi dirigente dell'Associazione Luca Coscioni; i due hanno vissuto insieme fino alla morte di lui senza mai sposarsi. Come già accennato, è stato un accanito fumatore.
Nel maggio del 2010, pochi giorni dopo il suo ottantesimo compleanno, ha dichiarato pubblicamente la propria bisessualità, dicendo di aver amato «tre o quattro uomini» e che lui e la sua compagna erano poliamorosi.
Nel febbraio del 2015, alla TV locale Teleponte, ha dichiarato di avere avuto un figlio da una relazione con una donna sposata, del quale però non avrebbe poi più avuto notizie. In passato aveva già detto che riteneva probabile avere avuto un figlio a circa trent'anni.

## Denunce di polizia e procedimenti giudiziari

### Per disobbedienza civile

Pannella ad una manifestazione di disobbedienza civile contro il servizio militare obbligatorio

Pannella, a causa delle sue ripetute proteste civili e delle provocazioni (in gran parte dimostrazioni antiproibizioniste), che egli, in accordo con lo spirito del Partito Radicale, considerava azioni non violente di disobbedienza civile, incorse in diversi processi penali dagli esiti che qui si elencano indicando l'anno relativo agli atti oggetti di contestazione:

### 1971-72
- Pretura di Roma. Imputato: Marco Pannella, in occasione dell'occupazione della sede Rai. Assolto dal pretore Infelisi perché il fatto non costituisce reato.[117]
- Tribunale dell'Aquila. Imputati: Marco Pannella, Loteta Giuseppe, Signorino Mario, per vilipendio, oltraggio e calunnia.[118]
- II Corte di Assise di Milano Imputato: Marco Pannella, per vilipendio e istigazione dei militari a disobbedire alle leggi, in seguito a un articolo giornalistico su Lotta Continua.[119] Assoluzione da parte della Corte d'Assise di Firenze per non aver commesso il fatto.[117]
- III Corte d'Assise di Roma. Imputato: Marco Pannella, per vilipendio al governo e istigazione a delinquere avendo definito il Governo Andreotti come "illegale" e aver invitato ad astenersi o lasciare la scheda elettorale in bianco.[120]

### 1982
- Procura della Repubblica di Roma. Imputati: Marco Pannella, Giovanni Negri, per vilipendio (per alcune critiche alla Corte costituzionale). Negata l'autorizzazione a procedere da parte della Corte costituzionale stessa.[121]

### 1995-97
- Cassazione. Imputato: Marco Pannella. Condannato definitivamente il 13/06/01 in Cassazione a 8 mesi di libertà vigilata o, in alternativa, 4 mesi di reclusione. Pena eseguita, in libertà vigilata. Aveva regalato dell'hashish e delle piantine di marijuana a Roma a Porta Portese, comunicandolo preventivamente agli organi di stampa e alle forze dell'ordine. La cessione gratuita fu considerata spaccio.[122][123]
- Corte d'appello. Imputato: Marco Pannella. Il 28 dicembre 1995 aveva ceduto 200 grammi di hashish in diretta TV ad Alda D'Eusanio. Assolto il 12/02/02 "perché il fatto non costituisce reato" dopo essere stato, il 18/01/99, condannato in primo grado a 2 mesi e 20 giorni di reclusione con riconoscimento del fatto di lieve entità perché l'azione è stata commessa per motivi di particolare valore sociale.
- Corte d'appello. Imputati: Marco Pannella, Rita Bernardini, Olivier Dupuis, Pigi Camici, Alessandro Caforio, Cristiana Pugliese, Mauro Zanella. A piazza Navona a Roma il 12 ottobre 1997 avevano distribuito bustine di hashish durante una manifestazione. Già condannati il 12/10/01, in primo grado, Marco Pannella e Rita Bernardini a 3 mesi e 700 € di multa, pena convertita in 4.186 € di multa. Olivier Dupuis e Pigi Camici, Alessandro Caforio, Cristiana Pugliese, Mauro Zanella, condannati 2 mesi e 20 giorni e 520 € di multa, pena convertita in 3.168 € di multa. Il 14/02/2005[sotto al 2001 è scritta una altra data], vengono assolti in appello "perché i fatti loro ascritti non costituiscono reato".
- Giudice per le indagini preliminari. Imputati: Marco Pannella, Rita Bernardini, Lucio Bertè (Pannella non era presente alla manifestazione). 20 ottobre avevano effettuato cessioni di hashish preannunciate ed effettuate a Milano in Piazza Scala. Il 10/12/99 il gip ha sancito il non luogo a procedere "perché il fatto non sussiste".
- Tribunale ordinario. Ottobre - novembre 1997. Roma, 1) Piazza San Carlo 2) Piazza San Carlo 3) Largo Goldoni; tre disobbedienze che hanno dato origine a un maxi processo. Imputati: Marco Pannella, Rita Bernardini, Anna Autorino, Alessandro Caforio, Sergio Stanzani, Mauro Zanella, Pigi Camici, Antonio Borrelli, Cristiana Pugliese, Clotilde Buonassisi, Veronica Orofino, Olivier Dupuis, Gianfranco Dell'Alba, Paolo Pietrosanti, Giorgio Cusino, Alexandre de Perlinghi, Michel Hancisse, Thierry Meyssan, Rolando Parachini, Eric Picard, Michel Sit Bon.

### 2001-04
- Tribunale ordinario. Imputato: Marco Pannella, condannato in primo grado a 8 milioni di lire di multa e 10 giorni di carcere da aggiungersi con il vincolo della continuazione ai 2 mesi e 20 giorni per una vicenda analoga avvenuta a Piazza Navona per la quale però è stato poi assolto il 12 febbraio 2002[sopra al 1997 è scritta una altra data].
- Il 28 gennaio 2002 a Manchester (UK) è stato interrogato nella Stazione di Polizia di Stockport per detenzione di cannabis e hashish in solidarietà con i deputati Chris Davies e Marco Cappato. Nessuna successiva denuncia.[124]
- 29/01/2004: Marco Pannella, posizione stralciata in appello per impegni al Parlamento Europeo. Da fissare nuovo ruolo.[cosa?]

### Altri procedimenti
Il 29 dicembre 2012 la sezione lavoro e previdenza della Corte di appello di Roma condanna Marco Pannella, nelle sue vesti di presidente del partito, a pagare 71 000 euro a titolo di mancati pagamenti (rivalutati a 256 420,82 euro in seguito agli interessi) in favore di una signora di 81 anni, Giuseppina Torelli, che dal 1982 al 1994 ha lavorato prima nel Partito Radicale e poi nel Gruppo Federalista Europeo, venendo retribuita come lavoratrice autonoma e, secondo le sue testimonianze, spesso in nero. La condanna è stata annullata in Cassazione.

## Vitalizi e trattamenti pensionistici da deputato
Da una ricerca compiuta nel 2013 dal settimanale L'Espresso su una lista fornita da Camera e Senato, Pannella risultò avere un periodo contributivo pari a 37 anni e ricevere un assegno pensionistico pari a 5 691 euro.
Secondo però quanto l'interessato ha dichiarato estesamente alla radio, da lavoratore comincia a versare i suoi contributi previdenziali nel 1958 con l'ottenimento dei primi contratti di lavoro (principalmente come giornalista del quotidiano, allora fresco di fondazione, Il Giorno) e quasi due decenni prima della sua entrata alla Camera; 51 anni dopo, nel 2009 all'età di 78 anni, comincia a percepire la pensione con una remunerazione di 2 600 euro mensili (la cui cifra è integrata da un'assicurazione privata a cui ha versato per circa tre anni, quale contribuzione volontaria, l'equivalente di mille euro mensili). L'ammontare di tale somma è dovuto al fatto che, nonostante la sua attività quale parlamentare ricopra cinque legislature, Marco Pannella non gode di nessun tipo di vitalizio e del trattamento pensionistico specifico per chi è stato deputato della Repubblica Italiana (questo non contempla la sua attività svolta quale membro del Parlamento europeo). Egli infatti per ragioni politiche si è sempre volontariamente dimesso prima che ciascun suo mandato raggiungesse la metà della legislatura in corso, cedendo ogni volta il proprio seggio a un compagno di partito, rimanendo così fedele alla sua concezione di rotazione con il "deputato supplente". Questo atto di rinuncia gli faceva coscientemente perdere anche ogni diritto di versare il conguaglio economico sotto forma di contributo figurativo per ottenere tale tipo trattamento pensionistico, diritto che invece veniva ereditato dal compagno subentrante al suo posto.
Nel 1988, a seguito di una clamorosa sconfitta della Nazionale Italiana contro lo Zambia nel torneo di calcio olimpico, Pannella devolve il proprio stipendio di parlamentare ai calciatori africani come protesta contro gli eccessivi compensi nel calcio professionistico italiano.

## Opere
- Il voto radicale. Risposte di Elio Vittorini, Marco Pannella, Luca Boneschi, Roma, s. n., 1963.
- Le sbarre del Concordato, con Pasquale Bandiera e Giorgio Spini, Genova, Lanterna, 1973.
- Pannella su Marco Pannella, Roma, Magma, 1977.
- Io, Marco Pannella al Parlamento. Interventi parlamentari contro il potere, i partiti di regime, la stampa di regime, la Rai-TV, il parlamento, la chiesa, l'aborto clandestino, la magistratura, la polizia, i carabinieri, le carceri, l'esercito, Napoli, Ceci, 1979.
- Dai diritti civili alla fame nel mondo, Roma, Quaderni radicali, 1981.
- Scritti e discorsi. 1959-1980, Milano, Gammalibri, 1982.
- Come nasce un partito. Marco Pannella lettere da Parigi (1960-1962), Napoli, Caruso, 1997.
- Diario di un digiuno. 1972: diritto civile all'obiezione di coscienza, Venezia, Editoria universitaria, 1999.
- A sinistra del PCI. Interventi parlamentari 1976-1979, Milano, Kaos, 2007. ISBN 978-88-7953-175-7
- Contro i crimini di regime. Interventi parlamentari 1980-1986, Milano, Kaos, 2007. ISBN 978-88-7953-179-5
- Le nostre storie sono i nostri orti (ma anche i nostri ghetti), con Stefano Rolando, Milano, Bompiani, 2009. ISBN 978-88-4526-439-9
- Una libertà felice. La mia vita, con Matteo Angioli, Milano, Mondadori, 2016. ISBN 978-88-0466-991-3

## Incarichi istituzionali
- Deputato alla Camera dal 1976 al 1992 (in maniera non continuativa)
- Eletto al Parlamento europeo nel 1979, 1984, 1999, 2004
- Consigliere comunale a Trieste nel 1978
- Consigliere comunale a Catania, Napoli, Teramo, Roma e L'Aquila
- Consigliere provinciale di Teramo nel 1990[132]
- Consigliere regionale del Lazio e dell'Abruzzo
- Presidente della XIII circoscrizione del Comune di Roma (Ostia)

## Riconoscimenti

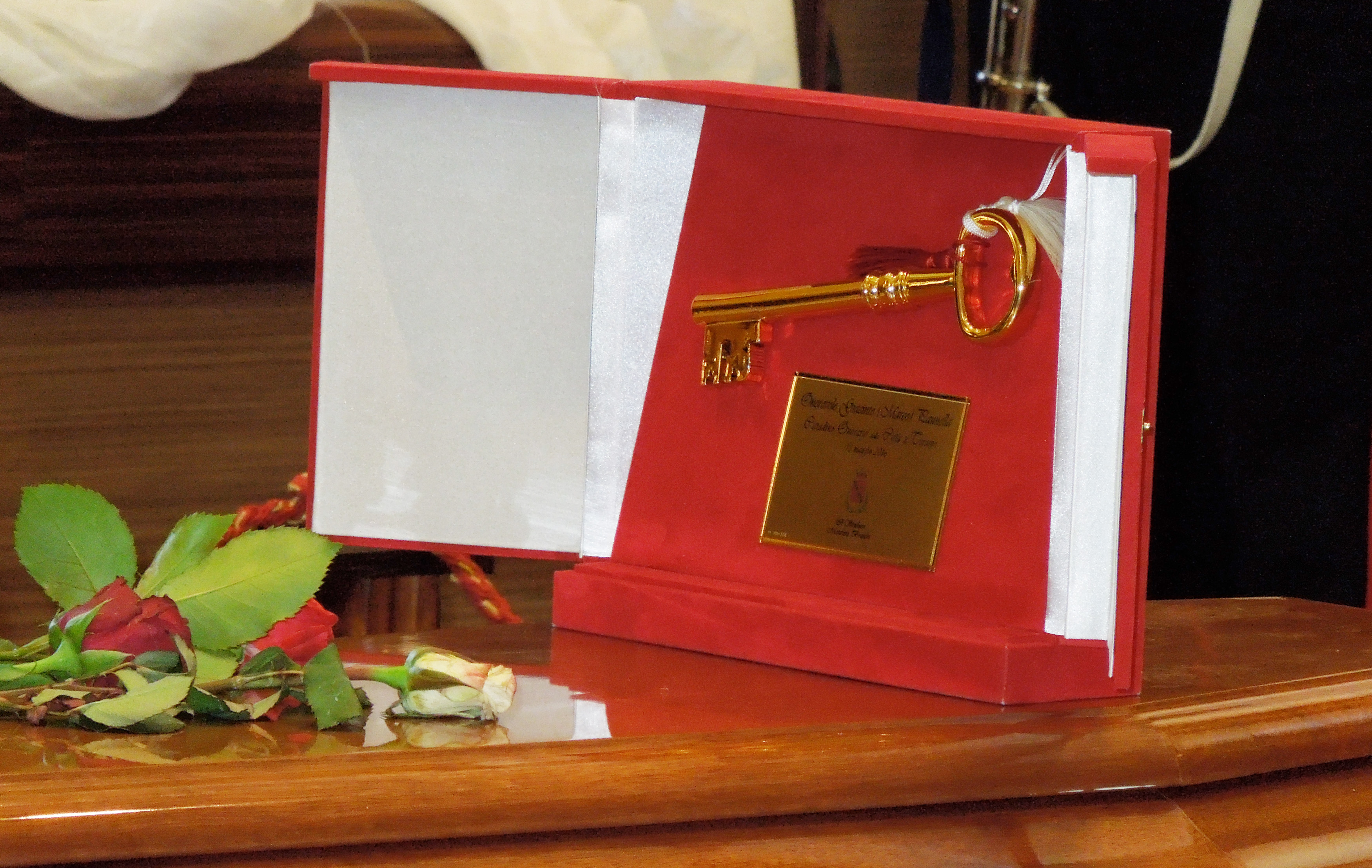
Chiavi della Città di Teramo, consegnate per il conferimento della cittadinanza onoraria

- Nel 2009 ha ricevuto il riconoscimento speciale della giuria al premio Dessì.[133]
- Nel 2011 ha rifiutato preventivamente la laurea honoris causa in Scienze della Comunicazione da parte dell'Università di Teramo, in polemica con il rettore in carica.[134] Dopo il cambio di rettore, ha accettato il riconoscimento nel 2015.
- Il Fondo Nazionale Ebraico, in omaggio alla sua lotta contro l'antisemitismo e alla sua amicizia con Israele (del quale ha spesso proposto l'accoglimento nell'Unione europea), ha intitolato due aree desertiche riforestate a Marco Pannella, una nei pressi di Gerusalemme, l'altra nel Negev. Oltre a lui, gli unici politici italiani che hanno avuto un'intitolazione sono stati Pietro Nenni, Giovanni Spadolini e Umberto Terracini.[135]
- Una settimana prima della sua morte, il 12 maggio 2016,[136][137] il comune di Teramo gli conferisce la cittadinanza onoraria e le chiavi della città.[138]
- Nel 2016, il 16 giugno, il Giardino dei Cedri del Palazzo della Provincia di Teramo, in via Giannina Milli, con una cerimonia inaugurale è stato intitolato al politico teramano con il nome di: «Giardini Giacinto Marco Pannella» e riaperto al pubblico.[139]
- Nel 2021 il Comune di Sant'Agata sul Santerno (RA) ha intitolato un'area verde col nome di "Marco Giacinto Pannella".

## Marco Pannella nella cultura di massa
- È stato imitato da Alighiero Noschese,[140] Gigi Sabani[141] e Maurizio Crozza.[142]
- Pannella viene citato nello spettacolo teatrale Fermi tutti questo è uno spettacolo - Pinocchio, in uno sketch comico di Ceccherini, Monni e Paci.

### Nel cinema e TV
- Appare in uno spezzone del film Fantozzi subisce ancora del 1983, dove, in occasione delle elezioni dello stesso anno, invita il ragioniere a digiunare con lui.
- Marco Pannella viene citato nell'ottavo episodio del film Mi faccia causa del 1984.
- Pannella compare nei panni di se stesso nel film I colonnelli di Roma di Stefano Migliore.[143]
- Interpretato da una comparsa doppiata, il personaggio di Marco Pannella appare nella fiction RAI Il caso Enzo Tortora - Dove eravamo rimasti?.[144]

### Nella musica
- La canzone Il signor Hood di Francesco De Gregori, con la dedica «A M. con autonomia» presente sul retro della copertina originale 33 giri (e sulla ristampa in CD) del disco Rimmel, si riferisce a Marco Pannella, del quale il cantautore romano fu negli anni settanta un fervente ammiratore. Nella canzone Pannella viene descritto come un moderno Robin Hood, «un galantuomo / sempre ispirato dal sole / con due pistole caricate a salve / con un canestro di parole nuove».[145]
- La versione originale di Ohi Maria degli Articolo 31, contiene un esplicito riferimento alla battaglia antiproibizionista di Marco Pannella («...le vacanze le farò in Giamaica, dalla mia maria bella, aspetto, intanto voto Pannella e canto...»). Il rapper J-Ax, autore del testo e frontman del gruppo, è diventato successivamente amico e collaboratore in alcune battaglie di Marco Pannella.[146]
- Pannella viene citato nella canzone di Jovanotti Ho perso la direzione, inclusa nell'album Lorenzo 1992.
- Pannella viene citato nella canzone degli Offlaga Disco Pax Robespierre, dall'album Socialismo tascabile, nel verso "il catechista che votava Pannella".
- Pannella viene citato nella canzone Io non ti invidio di Fabri Fibra.

### Nel fumetto
- È tra i personaggi secondari che appaiono nel fumetto "Pertini" di Andrea Pazienza.[147]